# 川端竜太
川端 竜太（かわばた りゅうた、1973年3月1日 - ）は、日本の俳優。東京都出身。エム・エーフィールド所属。

## 人物
- 身長175cm、バスト90m、ウェスト67cm、ヒップ87cm、靴サイズ26.5cm、血液型はB型。
- 趣味は格闘技観戦、読書。特技は野球、体操、水泳。

## 出演

### テレビドラマ
NHK
- 金曜時代劇しくじり鏡三郎 第19話

日本テレビ系列
- 共犯者（2003年10月 - 12月、日本テレビ）
- 火曜サスペンス劇場
  - 小京都ミステリー26 豊後一子相伝殺人事件
  - 事件記者

テレビ朝日系列
- 独身3 第9話
- 恋人はスナイパー EPISODE2
- サトラレ 第6話
- 恋人はスナイパー
- 天国のKiss 第6話
- せつない 第4話

TBS系列
- 花嫁は厄年ッ! - 大石直樹
- 月曜ミステリー劇場 外科医さやかの執刀事件簿
- やんパパ 第6-9話
- 東芝日曜劇場 ガッコの先生 第4話
- 世界ウルルン滞在記
- 理想の上司 第2-12話 （1997年）- 坂本直人  [1]
- 月曜ゴールデン
  - 緑川警部 VS 殺人トランプ

フジテレビ系列
- ディビジョン1 1242kHz－こちらニッポン放送－
- 東京ミチカ 第3話
- 東京湾景 - 青年 役
- ウエディングプランナー SWEETデリバリー 第1、2話
- 忠臣蔵1/47
- プラトニック・セックス
- カバチタレ! 第2,5話
- 慎吾ママ ドラマスペシャル“おっは〜”は世界を救う!
- 編集王 - 三京稔 役
- バスストップ - 三上和馬
- 賭事女王 第5話,6話
- 美少女H3 血のような眼
- お水の花道
- ラブジェネレーション - 吉本 役
- 新・木曜の怪談 怪奇倶楽部
- 砂の上の恋人たち
- ドンウォリー!
- 土曜プレミアム 太郎と次郎〜反省ザルとボクの夢〜
- ブザー・ビート〜崖っぷちのヒーロー〜
- 金曜エンタテインメント
  - お気らく主婦2 豪華クリスマスリゾート殺人事件 - 小西栄二
  - 日向夢子調停委員事件簿3（2005年） - 矢沢澄男

名古屋テレビ
- ダムド・ファイル 第24話

### 映画
- ガチャポン! （内田英治監督）
- 恋人はスナイパー劇場版 （六車俊治監督）
- サトラレ （本広克行監督） - 遠藤常友 役
- CGプロジェクト第一弾 The AURORA 海のオーロラ - 大口ワタル 役[2]
- つんくタウン2丁目企画 GO-CON! - 関根汰一 役
- 調布空港

#### ネットシネマ
- 食い逃げカップル・地獄の逃走5万キロ （2004年、NETCINEMA.TV、水戸ひねき監督） - 健二 役
- DoCoMo Greeting Story HEART@Season1 時間はあまるものじゃなくつくるものだよ

### CM
- 資生堂 化粧惑星
- 東芝ポケットベル ステラ
- 大原簿記専門学校
- サントリー C.C.レモン
- 九州スペースワールド
- セブン-イレブン
- 丸井渋谷本店ポスター

### ラジオ
- 10-NIGHT STORIES

### その他
- ボイスDAM